# Gare de Saint-Laurent Fouras
Gare de Saint-Laurent Fouras vasútállomás Franciaországban, Saint-Laurent-de-la-Prée településen.

## Vasútvonalak
Az állomást az alábbi vasútvonalak érintik:
- Nantes–Saintes-vasútvonal

## Kapcsolódó állomások
A vasútállomáshoz az alábbi állomások vannak a legközelebb:
- Gare de Châtelaillon
- Gare de Rochefort